# 云母球蛛
云母球蛛（学名：Theridion margaritum）为球蛛科球蛛属的动物。分布于日本以及中国大陆的辽宁等地，多生活于树叶背面。